# 野塚岳
野塚岳（のづかだけ）は、北海道の浦河郡浦河町と広尾郡広尾町の2町にまたがる標高1,352.6mの山である。山頂には二等三角点「野塚岳」が設置されている。北海道の百名山に選定されている。

## 概要
日高山脈を構成する南日高の山で、野塚岳西峰（1,331m）と共に双耳峰を成す。野塚岳直下を国道236号の野塚トンネルが縦断しており、日高地域と十勝地域の往来に重要な役割を果たしている。
山名である「野塚」はアイヌ語の「nupka-pet（野原の・川）」に由来するとされる。野塚岳東側を野塚川が流れている。

## 登山
登山道は存在しないが、浦河町・広尾町両側から登られることが多い。浦河町側からはニオベツ川を遡行して登っていくが、水平距離としては短い分かなり急登である。ニオベツ川を登っていくと徐々に滝が現れるようになり、場所によってはロープを使用して登る必要があるなど、沢登りの技術が求められる。下山路は少し稜線を南下してから尾根を使って下るルートを取る人もいる。踏み跡があるところもあるが藪に覆われているところが多い。広尾町側からはポン三の沢川を遡行していくが、ニオベツ川と同じように滝が頻発する。野塚岳西峰は藪に覆われているため、残雪期に登られることが多い。